# Podivice
Podivice är en ort i Tjeckien.   Den ligger i regionen Södra Mähren, i den östra delen av landet, 200 km öster om huvudstaden Prag. Podivice ligger 353 meter över havet och antalet invånare är 182.
Terrängen runt Podivice är platt åt sydväst, men åt nordost är den kuperad. Runt Podivice är det ganska tätbefolkat, med 100 invånare per kvadratkilometer. Närmaste större samhälle är Prostějov, 13,9 km nordost om Podivice. I omgivningarna runt Podivice växer i huvudsak blandskog.